# 中铁建工
中铁建工集团有限公司，前身為中铁建厂工程局、铁道部建厂工程局、铁道部第五设计院等等。公司注册地位于北京，隶属于中國鐵路工程集團的上市公司中國中鐵。业务性质为铁路、公路、市政。2017年，公司总资产736.62亿元，净资产120.01亿元，净利润14.59亿元。

## 外部連結
- 官方网站